# Okoli
Okoli falu Horvátországban, Sziszek-Monoszló megyében. Közigazgatásilag Velika Ludinához tartozik.

## Fekvése
Sziszek városától légvonalban 16, közúton 28 km-re északkeletre, községközpontjától 7 km-re délnyugatra a Szávamenti-síkságon fekszik. Nyugatról a Csázma, délről a Lónya határolja. Határában halad át a D4-es autópálya és a Zágráb-Slavonski Brod-Vukovár vasútvonal.

## Története
A község falvainak fejlődése Mária Terézia uralkodása idején gyorsult fel. A 18. század közepére Velika Ludina már községközpont volt. A település 1773-ban az első katonai felmérés térképén „Dorf Okoly” alakban szerepel.
Okolinak 1857-ben 545, 1910-ben 830 lakosa volt. Belovár-Kőrös vármegye Kutenyai járásához tartozott. 1918-ban az új szerb-horvát-szlovén állam, majd később Jugoszlávia része lett. A II. világháború idején a Független Horvát Állam része volt. A háború után a béke időszaka köszöntött a településre, enyhült a szegénység és sok ember talált munkát a közeli városokban. A falu 1991. június 25-én a független Horvátország része lett. 1993-ban Sziszek-Monoszló megyén belül megalakult Velika Ludina község. 2011-ben 278 lakosa volt.

## Népesség
| Lakosság változása | Lakosság változása | Lakosság változása | Lakosság változása | Lakosság változása | Lakosság változása | Lakosság változása | Lakosság változása | Lakosság változása | Lakosság változása | Lakosság változása | Lakosság változása | Lakosság változása | Lakosság változása | Lakosság változása | Lakosság változása |
| ------------------ | ------------------ | ------------------ | ------------------ | ------------------ | ------------------ | ------------------ | ------------------ | ------------------ | ------------------ | ------------------ | ------------------ | ------------------ | ------------------ | ------------------ | ------------------ |
| 1857               | 1869               | 1880               | 1890               | 1900               | 1910               | 1921               | 1931               | 1948               | 1953               | 1961               | 1971               | 1981               | 1991               | 2001               | 2011               |
| 545                | 530                | 508                | 569                | 648                | 830                | 820                | 813                | 933                | 930                | 834                | 637                | 496                | 361                | 323                | 278                |

## Nevezetességei
- Krisztus Szent Vére tiszteletére szentelt római katolikus kápolnája.

- Tradicionális emeletes lakóház a település központjában.

## Gazdaság
Az okoli kőolajmezőn 1968 óta folyik a termelés. 1968-tól 2005-ig 150 ezer 800 tonna kőolajat és 72,6 millió köbméter földgázt termeltek ki itt. A nagy drávamenti gázmező termelése és az akkori Szovjetunióval kötött hosszútávú gázszállítási megállapodás szükségessé tette egy
föld alatti gáztározó megépítését. Ennek helyéül a szakemberek a már részben kimerült okoli gázmezőt választották ki. Az okoli gáztározó 1987-ben állt üzembe. Teljes kapacitása 553 millió köbméter.

## Kultúra és oktatás
A településen területi alapiskola és közösségi ház működik.